# Leland Devon Melvin
Leland Devon Melvin (Lynchburg, Virginia, 1964. február 15. –) amerikai afroamerikai mérnök, űrhajós.

## Életpálya
1986-ban futball ösztöndíjasként az University of Richmond keretében kémiából diplomázott. 1989-től a Langley Kutatóközpont kutatójaként roncsolásmentes anyagvizsgálatokat végzett (NDE). Feladatai közé tartozott a termikus hővédő pajzs, a fémszerkezet hőmérsékletének ellenőrzése. 1991-ben az University of Virginia keretében anyagtudományi ismeretekből megvédte diplomáját. 1994-től a NASA/Lockheed Martin X–33 kísérleti űrrepülőgép fejlesztésének vezetője.
1998. június 4-től a Lyndon B. Johnson Űrközpontban részesült űrhajóskiképzésben. A NASA Tanár az űrben programja keretében az országban utazva népszerűsítette a tanárok és diákok részvételét az űrtudomány, a technológia és a mérnöki munka területein. Két űrszolgálata alatt összesen 23 napot, 13 órát és 38 percet (565 óra) töltött a világűrben. Űrhajós pályafutását 2010 októberében fejezte be. 2010-től at Oktatási Minisztériumon belül, a NASA a "Tanár az űrben" program felelőse.

## Űrrepülések
- STS–122 az Atlantis űrrepülőgép 29. repülésének küldetésfelelőse. Legfőbb feladat a Nemzetközi Űrállomáson üzembe helyezni a Columbus laboratóriumot. Első űrszolgálata alatt összesen 14 napot, 22 órát, 46 percet és 28 másodpercet (358 óra) töltött a világűrben. 8 500 000 kilométert (5 296 832 mérföldet) repült, 202 alkalommal kerülte meg a Földet.
- STS–129, az Atlantis űrrepülőgép 31., repülésének küldetésfelelőse. Személyzet csere, az űrállomás külsejére szerelhető eszközök és pótalkatrészek szállítása az ExPRESS Logistics Carrier 1 (ELC1) és az ExPRESS Logistics Carrier 2 (ELC2) segítségével a Nemzetközi Űrállomásra. Az Atlantis fedélzetén repül az épülés alatt álló Dragon űrhajó kommunikációs rendszere is, melyet a repülés során teszteltek. Második űrszolgálata alatt összesen 10 napot, 19 órát, 16 percet (259 óra) töltött a világűrben. 7 226 177 kilométert (4 490 138 mérföldet) repült, 171 kerülte meg a Földet.